# Jean-Claude Barbarant
Pour les articles homonymes, voir Barbarant.
Jean-Claude Barbarant, né le 15 septembre 1940 à Ramerupt (Aube) et décédé le 14 février 2010 à La Verrière (Yvelines), est un syndicaliste enseignant français.
Il fut le dernier secrétaire général du Syndicat national des instituteurs (SNI-PEGC/FEN) de 1983 à 1992 et le premier secrétaire général, dans sa configuration étendue à tous les enseignants de l'école maternelle au lycée, du Syndicat des Enseignants (alors SE-FEN, puis SE-UNSA), de 1992 à 1994. 
Secrétaire national de la Fédération de l'Éducation nationale (FEN, aujourd'hui UNSA éducation) jusqu'à sa retraite en 2000, il a également été membre du Conseil économique et social de 1994 à 2004 (président du groupe de l'UNSA de 1999 à 2004).

## La formation
Jean-Claude Barbarant a été reçu au concours d'entrée (alors en fin de classe de troisième) de l’école normale d'instituteurs de Troyes (Aube où il est élève-maître de 1957 à 1959. Celle-ci ne préparant alors qu’au baccalauréat « sciences expérimentales », il poursuit sa scolarité à l'école normale de Dijon, obtenant un baccalauréat en philosophie, suivi d’une année en propédeutique et d’une année de formation professionnelle à l’issue de laquelle il devient directement maître de collège d’enseignement général (CEG). C'est à Dijon qu’il fait la rencontre de Josette L’Hémann, également normalienne. De leur mariage naissent deux enfants : Bruno et Olivier.
Jean-Claude Barbarant commence alors à enseigner au lycée de Bar-sur-Aube en tant que maître de CEG de 1962 à 1967, puis au collège Jean Jaurès de Nogent-sur-Seine jusqu'en 1971. En 1969, il devient professeur d'enseignement général de collège (PEGC) dès la constitution du nouveau corps. Seule interruption : le service militaire effectué en 1967-1968 à Mailly-le-Camp.
Jean-Claude Barbarant est adhérent du SNI depuis 1960. Dans cette première période, Jean-Claude Barbarant a été adhérent plus que militant, avec une sensibilité plus proche de la tendance « École émancipée ».

## 1970-1978: le responsable départemental et académique du SNI-PEGC
En 1970, le rapport d'activité du secrétaire département du SNI de l'Aube est mis en minorité, lors d'une assemblée générale des adhérents, après une intervention d'Henri Debelle, qui se situe alors dans la tendance Rénovation syndicale. Le secrétaire départemental démissionne séance tenante. Henri Debelle prend à son corps défendant la direction de la section de l'Aube du SNI sur l'initiative de son prédécesseur D'emblée, Henri Debelle indique que, pour lui, l'exercice de cette fonction ne sera que provisoire. Jean-Claude Barbarant l'accompagne dans l'aventure, mais en se situant rapidement dans le courant majoritaire national. Il devient donc en 1970, dans un processus qui doit beaucoup aux circonstances et au hasard, membre du bureau départemental et permanent de la section.
En 1971, Jean-Claude Barbarant succède à son ami Debelle. Jean-Claude Barbarant exerce le mandat de secrétaire départemental du SNI de l'Aube de 1971 à 1974. Cette prise de responsabilité n'est plus un hasard : Jean-Claude Barbarant est engagé durablement et profondément dans l'activité syndicale. Il prend ensuite la responsabilité du conseil académique des PEGC de l'Académie de Reims de 1974 à 1978, fonction qu'il cumule, à partir de 1975, avec celle de secrétaire départemental de la FEN de l'Aube.

## Les responsabilités nationales au SNI-PEGC et au Syndicat des enseignants (1978-1994)

### Candidat en 1976 au bureau national, secrétaire national en 1978
En 1976, Jean-Claude Barbarant est élu membre suppléant de la commission administrative nationale de la FEN qui vient de passer de 57 à 80 membres (décision du congrès de Grenoble de la FEN). Jean-Claude Barbarant y entre sur le contingent des représentants désignés par son syndicat qui, la même année, a changé l'appellation SNI en SNI-PEGC : Syndicat national des instituteurs et professeurs d'enseignement général de collège.
Il figure également sur la liste de candidats au Bureau national du SNI-PEGC que conduit André Ouliac, mais il est le premier non élu de la liste majoritaire UID.
En février 1978, Jean-Claude Barbarant devient membre du bureau national du Syndicat par suite du départ d'Élie Jouen vers le secteur international de la FEN. Il assure la responsabilité du supplément mensuel « Jeunes du SNI-PEGC ». En septembre 1978, il rejoint le secrétariat national du Syndicat où il prend la responsabilité du secteur « Jeunes ». En mars 1979, lors des élections pour le renouvellement du bureau national et des conseils syndicaux départementaux, il est réélu au Bureau national et au secrétariat où il occupe le même secteur. Il est alors assisté par Jeanne Finet, secrétaire de la commission nationale des jeunes et nouvelle membre du Bureau national. En 1980, Jean-Claude Barbarant prend la responsabilité du secteur « collèges ». Il l'exercera jusqu'en 1983.

### Secrétaire général du SNI-PEGC (1983-1992), puis du SE (1992-1994)
Le 16 septembre 1983, Jean-Claude Barbarant devient secrétaire général à la suite de Guy Georges dans un contexte de crispations internes à l'équipe nationale. Il exerce ce mandat jusqu'en 1992 dans le cadre du SNI-PEGC dans sa configuration traditionnelle (instituteurs et professeurs d'enseignement général de collège), puis jusqu'en 1994 dans le cadre élargi du Syndicat des enseignants (de la maternelle à la fin du lycée). Comme secrétaire général du SNI-PEGC puis du SE, Jean-Claude Barbarant a appuyé, depuis 1993, le développement de la jeune UNSA.
Secrétaire général du Syndicat, Jean-Claude Barbarant siège également, désormais, au Bureau fédéral national et à l'Exécutif fédéral national (exécutif homogène).

### Deux dossiers majeurs: laïcité et revalorisation
Durant son mandat, Jean-Claude Barbarant est confronté à deux dossiers majeurs :
- le dossier laïque ;
- la revalorisation de la fonction enseignante (1989)

Il faut mentionner également son engagement dans la campagne demandant une rectification de l'orthographe, puis son soutien aux rectifications orthographiques préconisées par le Conseil supérieur de la langue française en 1990. Durant son mandat, l'académicien français Michel Serres reprit à sa manière la tradition du philosophe Alain, qui avait publié régulièrement ses propos dans l' École libératrice d'avant-guerre, en rédigeant régulièrement des chroniques pour la presse syndicale.

#### De la défaite laïque de 1984 à la manifestation du 16 janvier 1994
Jean-Claude Barbarant a connu les désillusions du camp laïque en 1984 (abandon du projet Savary de grand service public unifié et laïque) ainsi que le renoncement ultérieur marqué par l'accord Lang-Cloupet de 1992, institutionnalisant le secrétariat général à l'enseignement catholique alors que la loi Debré ne reconnaît que des établissements passant individuellement contrat avec l'État. Il n'hésite pas, devant Jack Lang lui-même, à rappeler cette condamnation le 13 janvier 1993 à l'occasion du lancement de la campagne annuelle du timbre de la JPA dans l'intervention qu'il effectue officiellement comme vice-président de ce mouvement associatif. Il déclare notamment :
 « Au chapitre des griefs, alors qu'on sait qu'un budget a toujours des limites d'autant plus serrées en période de faible croissance, nous n'acceptons pas le gaspillage que constitue le financement par la puissance publique d'un réseau scolaire privé qui ne concours pas au service public d'éducation, mais le concurrence, s'installant où il veut, accueillant qui il veut, développant ses propres finalités, fonctionnant sans contrôle réel, échappant aux obligations du service public.
 « Nous sommes opposés, vous le savez, monsieur le Ministre, à l'accord que vous avez signé, dès votre arrivée au gouvernement, avec le secrétaire général à l'enseignement catholique. Les conventions que vous venez de signer, avant-hier, avec l'organisme de formation du privé en application de cet accord de juin, renforcent notre opposition. Cet accord n'est pas, comme vous l'affirmez, un traité de paix, loin s'en faut. Il contrevient à la loi républicaine de séparation des églises et de l'État, loi qui a apporté la liberté aux diverses religions pratiquées en France et pacifié les relations entre communautés. Ce récent accord passé par l'État avec une communauté religieuse spécifique, au contraire, ouvre la voie à un communautarisme lourd de dislocations à venir du tissu national, comme on le voit aux États-Unis ou en Grande-Bretagne.
 « Pour vivre ensemble, et non pas seulement côte à côte, il ne faut pas s'enfermer dans sa différence, mais chercher, derrière l'étranger, son semblable. Ni religion, ni ethnie, ni culture ne justifient la ségrégation. La ségrégation se nourrit certes de l'inégalité, mais elle l'entretient et conduit le plus souvent au conflit. L'actualité fourmille d'exemples. […] Il n'est d'éducation qu'émancipatrice. Tout le reste est dressage. L'éducation porte en elle la liberté et la fraternité. Elle est la mission première de la République. Elle engage tous les citoyens. »
Il aura cependant connu également la réussite éclatante de la manifestation nationale laïque du 16 janvier 1994 protestant contre la loi Bourg-Broc (soutenu par le ministre de l'Éducation nationale de l'époque, François Bayrou) visant à lever les obstacles au financement des établissements privés par les collectivités territoriales. Sa disposition essentielle est annulée le 13 janvier 1994 par le Conseil constitutionnel avec des attendus sévères  , mais la manifestation laïque est maintenue. Elle a pour les laïques un accent de revanche sur la défaite de 1984.

#### La revalorisation de 1989
Arrivé en 1988 au ministère de l'Éducation nationale, Lionel Jospin se refuse à prendre en compte les discussions qui avaient eu lieu entre les dirigeants de la FEN et Laurent Fabius, secrétaire national à l'éducation du parti socialiste avant l'élection présidentielle de 1988 et qui visaient à faire avancer parallèlement transformation de l'École et revalorisation. Lionel Jospin préfère engager des négociations sur la seule question de la revalorisation de la fonction enseignante. Pour le SNI-PEGC, qui revendique depuis 1985 l'égale dignité des enseignants de la maternelle au lycée, le combat est extrêmement rude, à la fois contre le gouvernement, mais aussi contre le SNES qui se refuse à accepter le principe d'une remise en cause des écarts hiérarchiques. Il faut une grève et une manifestation nationale pour faire plier le gouvernement qui accepte un cadre indiciaire unique pour l'ensemble des enseignants, avec des mesures spécifiques concernant les PEGC et les chargés d'enseignement d'EPS. Le projet de réforme prévoyait la création d'un corps de professeurs de collèges, mais Lionel Jospin cède à la pression du SNES et y renonce : il faut dès lors conduire une négociation spécifique pour les PEGC.
Le corps des professeurs des écoles est donc créé, avec le même niveau de recrutement (licence), la même durée et le même lieu de formation (IUFM et la même carrière Le SNI-PEGC s'était appuyé sur une équipe de négociateurs animée par Jean-Claude Barbarant et comprenant notamment Martine Le Gal (secrétaire nationale du secteur revendicatif), Jeanne Finet (secrétaire nationale du secteur éducation), Christiane Martel (secrétaire générale adjointe chargée des écoles) et Hervé Baro (secrétaire général adjoint chargé des collèges). Ces négociations ont connu un prolongement avec l'accord Durafour de 1990 (gouvernement de Michel Rocard) sur la rénovation de la grille de la fonction publique.

### Jean-Claude Barbarant et la fin de la FEN «unitaire»
Jean-Claude Barbarant, secrétaire général du principal syndicat de la FEN joue un rôle certain, mais non exclusif, dans la scission de la FEN de 1992 et, préalablement, la démission forcée de Yannick Simbron du secrétariat général de la FEN le 10 juin 1991 qui, à la rupture de l'unité, aurait voulu substituer un système de cogestion de la fédération/ Barbarant considère que le divorce est accompli et qu'il convient d'en dresser le constat, comme en témoigne ce propos dans une interview qu'il accorde au quotidien Le Monde entre le prononcé de l'exclusion du SNES et du SNEP par le conseil national de la FEN et le congrès d'Orléans du SNI-PEGC :
« Deux conceptions irréductibles de la FEN s'opposent : d'un côté la majorité, attachée à la notion de fédération et reconnaissant à la FEN une légitimité globale à se prononcer sur les grandes questions d'éducation, de fonction publique, de droits de l'homme, etc. Et, de l'autre côté, les minoritaires, emmenés par la tendance Unité et Action et le SNES, qui veulent réduire la FEN à un cartel ayant pour seule légitimité les légitimités contradictoires de ses syndicats. […] 
Tant qu'il était possible de régler ses propres problèmes chacun chez soi — les instituteurs au SNI, les professeurs au SNES ou les enseignants du technique au SNETAA — le cartel était viable. La prolongation de la scolarité, l'enseignement de masse, l'imbrication de tous les problèmes d'éducation font que ce n'est plus possible aujourd'hui. Sauf à dénier à la FEN toute légitimité. Bref, la clarification est devenue inévitable.  Ça ne pouvait que casser. […] 
Au fil des années, l'unité était devenue une façade, un mensonge même. Que ce soit sur le fonctionnement de la FEN ou sur la conception de l'école, la divergence était devenue totale. Plutôt que de maintenir coûte que coûte la fiction unitaire de la FEN, il vaut mieux repartir sur des bases claires. Au début, ce sera rude et cela se traduira par un affaiblissement de tout le monde. C'est le prix à payer pour refonder une unité réelle autour d'une conception partagée des rapports de l'école à la société.
Dans le même entretien, Jean-Claude Barbarant remet en cause la vieille grille de lecture opposant le courant majoritaire de la FEN (UID) réputé proche du Parti Socialiste, à un courant Unité et Action réputé dominé par les communistes :
À la question Le vieux clivage politique entre socialistes et communistes a-t-il été déterminant dans la rupture actuelle ?, il répond sans ambages :
Absolument pas. Nous sommes complètement indépendants du PS. Il y a d'ailleurs beaucoup de socialistes chez les minoritaires de la FEN. Quant au Parti communiste, il n'a plus les moyens de peser sur le SNES. Il n'y a pas eu d'interférence. Et il précise même ensuite : Je ne vois pas émerger la perspective d'une social-démocratie avec des liens plus ou moins institutionnels entre un parti et un syndicat dominants. Ça ne me paraît pas correspondre à l'histoire de la France et encore moins à sa réalité actuelle.
Après l'exclusion  par la FEN du SNES et du SNEP pour manquements répétés au pacte fédéral (Conseil fédéral national de la FEN du 6 mai 1992), les adhérents du SNI-PEGC sont invités à se prononcer sur l'élargissement du champ professionnel du syndicat qu'entérine le congrès extraordinaire d'Orléans le 24 juin 1992 à une majorité de 56,7 %.
Les élections professionnelles de décembre 1993 dans l'enseignement (dont les résultats sont connus en janvier 1994) sont une déception pour le SE et la FEN : le SNES et le SNEP restent majoritaires dans leur secteur (enseignants du second degré long), tandis que le SNUIPP-FSU réussit sa percée en maintenant globalement les positions qui étaient celles des militants minoritaires du SNI-PEGC. Dans le second degré, le SE n'obtient que 4 % des voix. Le pari politique a été perdu : la libération de la parole n'a pas été l'occasion d'une recomposition électorale alors que la mise hors la FEN du SNES et du SNEP s'est plutôt traduite par une réaction légitimiste favorable aux syndicats professionnels qui, désormais, vont construire une autre fédération : la FSU, à laquelle la mobilisation de novembre-décembre 1995 contre le Plan Juppé va très bientôt permettre d'asseoir sa légitimité syndicale malgré ses tiraillements internes réels, mais peu perceptibles de l'extérieur.

### Le choix du renouvellement
Jean-Claude Barbarant estime nécessaire un changement de tête au Syndicat des enseignants. Il a conscience, bien qu'il soit lui-même enseignant de collège, d'incarner « le vieux SNI » après dix ans de mandat, alors que le SE-FEN (SE-UNSA aujourd'hui) se fixe comme ambition d'être une force de renouveau éducatif assumant un syndicalisme à la fois réformiste et combatif. Il propose donc au secrétariat national son remplacement, les successions à ce niveau nécessitant d'être préparées. Hervé Baro, qui a pris la responsabilité du stratégique secteur revendicatif après le départ de Martine Le Gal pour la FEN et l'UNSA, fait consensus dans l'équipe nationale et la transition interviendra très sereinement au Bureau national de juin 1994.

## De la FEN (1994 à 2000) à l'UNSA (1999-2007)
Après la fin de son mandat au Syndicat national, Jean-Claude Barbarant rejoint à la rentrée 1994 le secrétariat national de la Fédération de l'Éducation nationale (aujourd'hui UNSA éducation, alors dirigée par Guy Le Néouannic). Il y prend la responsabilité du secteur éducation et coordonne en particulier les initiatives (trente colloques en région) d'où sont issues les propositions de la fédération avant l'élection présidentielle de 1995 et publiées dans Éduquer pour vivre ensemble : le livre bleu de la FEN. En 1994, il intègre le groupe de la FEN au Conseil économique et social.
En 1997, quand Jean-Paul Roux, secrétaire général adjoint de la fédération en devient le premier responsable à la retraite de son prédécesseur, Jean-Claude Barbarant prend la responsabilité du secteur laïcité-liberté mais également des publications de la fédération. Lors du congrès de Pau de 2000, il préside la séance pendant laquelle est débattue le changement d'appellation de la fédération en UNSA éducation pour marquer l'intégration de la fédération (et de sa réflexion spécifique sur la société éducative) dans le champ interprofessionnel désormais couvert par l'UNSA. C'est le dernier congrès de Jean-Claude Barbarant comme responsable syndical en activité. Il prend alors sa retraite administrative, mais ne cesse pas d'avoir une activité syndicale réelle, même si elle n'est plus au premier plan.
Membre du bureau du centre Henri-Aigueperse de 1997 à 2002, il en assure même le secrétariat général 2001 à 2002. De 1999 à la fin de son mandat en 2004, il préside le groupe UNSA au Conseil économique et social. Il assume également de 2005 à 2007 la rédaction en chef de la revue de l'Union nationale des syndicats autonomes UNSA Magazine jusqu'à l'accident vasculaire cérébral qui l'oblige à interrompre toute activité en octobre 2007 et se traduit par une dégradation continue et irréversible de son état de santé.
Jean-Claude Barbarant décède le 14 février 2010 au centre MGEN de long séjour de La Verrière (Yvelines).

## Quel bilan?
Jean-Claude Barbarant est pendant onze années secrétaire général d'un syndicat national qui porte la marque historique de ce que représentait dans toutes ses dimensions le Syndicat national des instituteurs. L'exercice de cette fonction aura été précédé de douze années de responsabilités locales et nationales. Dans ce laps de temps, il a conjugué la réflexion et l'action pour une unification du système éducatif à laquelle il est viscéralement attaché. Au-delà de l'aspect corporatif majeur du dossier, la revalorisation de 1989 correspond pour Jean-Claude Barbarant à la mise en place un cadre statutaire facilitant la continuité éducative en tournant le dos à la logique de « distillation fractionnée » que produit le système éducatif.
Sans en renier la logique éducative et pédagogique, il a permis au SNI-PEGC de dépasser l'impossibilité d'imposer après 1981 à un pouvoir public réputé « ami » la mise en œuvre de l'École fondamentale. La réflexion sur l'organisation en corps comparables à celui des certifiés relevait d'une révolution intellectuelle tant l'écart indiciaire était grand. Élaboré en 1986, conforté par la cohérence du projet d' École de l'an 2000 adopté par la FEN en 1988 (congrès de la Rochelle), ce projet revendicatif d'envergure a permis, dès 1989 et pour prendre ce seul exemple, de basculement de 320 000 instituteurs (corps de la fonction publique le plus nombreux) dans la grille des professeurs certifiés, grille de carrière elle-même améliorée par la création d'une nouvelle hors-classe.
Chez lui, la pensée que la fédération doit porter ce choix éducatif, sociétal même à ses yeux, sans être paralysée par des antagonismes corporatifs anciens explique ce choix assumé d'une scission de la FEN conduite sans état d'âme. Il considère qu'il faut, fût-ce avec brutalité, fût-ce au prix d'une douloureuse rupture personnelle avec Yannick Simbron les dépasser parce qu'ils ne correspondent plus aux exigences de la société contemporaine.
Jean-Claude Barbarant, que leurs conséquences soient positives ou négatives, a assumé tous les choix qu'il aura portés au nom du SNI-PEGC puis du Syndicat des enseignants. Témoignant une constante curiosité intellectuelle, toujours prompt au débat d'idées ne se refusant pas si nécessaire à la controverse, soucieux de conjuguer mise en perspectives et action, Jean-Claude Barbarant, par sa forte personnalité et une pudeur personnelle qu'il masquait derrière une expression volontiers abrupte et des formulations gravées à l'acide, n'a laissé indifférents ni amis ni adversaires. Jean-Paul Roux, lui rendant hommage à l'occasion de son départ lors du congrès de Pau de la FEN-UNSA éducation (2000) souligna qu'à tous points de vue, c'était un militant « sur lequel on pouvait compter », ce dont témoigne son engagement de militant retraité comme rédacteur en chef de la revue de l'UNSA, moins visible par définition, mais où ses compétences techniques en matière de publications et son sens politique s'exerçaient pleinement au service de ce qui était pour lui l' outil syndical, indispensable mais qui ne pouvait être sa propre fin parce que toujours subordonné à la concrétisation d'orientations sociales et éducatives dans une société en évolution constante.
Jean-Paul Roux évoquait le militant abandonnant en décembre 2000 son dernier mandat de responsable au sein d'un exécutif syndical pour prendre officiellement sa retraite :
« Parler de Jean-Claude, c'est me pousser à choisir dans le cortège des souvenirs innombrables que nous avons en commun depuis les années 1970 et qui se bousculent dans sa mémoire, les plus glorieux comme les plus difficiles. Il y a tout de même quelques constantes dans cet engagement syndical sans faille issu du terroir rugueux de l'Aube où il commença sa carrière. Jean-Claude, c'est d'abord un discours carré, abrupt, mais qui, par sa volonté simplificatrice même, provoque le débat, donc le clarifie. […] Les questions éducatives et pédagogiques auront été l'engagement de sa vie. […] J'ai toujours accordé une place particulière à la réunion de la majorité du SNI-PEGC à Chambon-le-Lac en 1986 où, sous son impulsion, seront jetées les bases à la fois éducatives et revendicatives qui conduiront à l'unification des carrières enseignantes des écoles, des collègues et des lycées, symbole de notre engagement dans la continuité éducative. […].
« Mais Jean-Claude n'avait pas fini de nous surprendre quand, résolu à assurer les renouvellement à la tête de son syndicat — Hervé l'a encore en mémoire –—, il a accepté à notre demande, Guy et moi, de rejoindre l'équipe fédérale qu'il a totalement investie au point de réussir une mutation là où tant d'autres auraient regimbé. Nous avons fait, lui et moi, une drôle d'équipe, aux éléments passablement antithétiques ! Je ne vous dirai pas que les vitres du 48 rue La Bruyère n'ont pas quelquefois tremblé, mais nous nous sommes toujours très vite compris et il aura été pour moi, au cours de ces quarante-cinq mois, un conseil et un appui irremplaçables. »

## Mandats extérieurs

### SNI-PEGC & Syndicat des enseignants; FEN
- Instances du ministère de l'Éducation nationale
  - Conseil supérieur de l'éducation (antérieurement à 1989 : Conseil supérieur de l'Éducation nationale)
  - Comité technique paritaire ministériel du ministère de l'Éducation nationale
- Instance syndicales internationales
  - Membre du Comité exécutif de la CMOPE (Confédération mondiale des organisations de la profession enseignante), une des composantes de l'actuelle Internationale de l'éducation à partir de 1985 (remplacement de Michel Gevrey, vice-président de la CMOPE à son départ en retraite.
  - Président du Comité syndical (international) francophone de l'Enseignement et de la Formation de mars 1996 à juillet 1998
- Associations et mouvements
  - président du Comité national d'action laïque (CNAL)[48], pendant son mandat de secrétaire général du SNI-PEGC et du SE-UNSA, mais également pendant qu'il assumait la responsabilité du secteur laïque de la FEN[49]
  - vice-président national de La Jeunesse au plein air
  - vice-président national de la Fédération générale des Pupilles de l'enseignement public

### Conseil économique et social
Jean-Claude Barbarant a été membre du Conseil économique et social (CES) de 1994 à 2004 : le premier mandat (1994-1999) a été accompli dans le cadre de ses mandats à la FEN, le second (1999-2004) au titre de l'UNSA. Président du groupe de l'UNSA de 1999 à 2004 (pendant son deuxième mandat), il a également été membre du bureau du CES.

### UNSA
Outre son mandat au CES, Jean-Claude Barbarant, de mai 2000 à mai 2004, a représenté l'Union nationale des syndicats autonomes au Conseil d'orientation des retraites.

### Autres responsabilités
En novembre 1999, il est membre du comité directeur du mouvement Fraternité fondé par Jean-Michel Belorgey.

## Publications et témoignages

### Publications à titre principal
- 1989 : Les enfants de Condorcet (Robert Laffont, 1989).
- 1997 : Enseignement à distance : réalités, enjeux et perspectives (rapport et avis du Conseil économique et social adopté le 29/10/1997.

### Directions, participations ou contributions
- 1989 : postface de Que vive l'orthographe !" de Jacques Leconte et Philippe Cibois (Seuil, 1989), préface de Michel Masson
- 1991 : préface de 1991 L’Orthographe, guide pratique de la réforme (Michel Masson, Seuil, collection « Points/Actuels)
- 1995 : Éduquer pour vivre ensemble — le livre bleu de la FEN (1995): analyses et propositions de la FEN avant l’élection présidentielle de 1995 (direction et coordination)

### Témoignage
- Du SNI au SE, témoignage de Jean-Claude Barbarant et Émile Gracia dans le cadre du séminaire sur l’histoire du syndicalisme enseignant et universitaire, CRHMSS-CRESC-Centre Henri-Aigueperse/UNSA Éducation

## Sources
- Témoignage de Jean-Claude Barbarant au Centre Henri-Aigueperse (centre de recherches et d'histoire sociale de la fédération UNSA éducation (ex-Centre fédéral de la Fédération de l'Éducation nationale (FEN)
- Résumé biographique pour un entretien INRP (janvier 2003) par Marie-Thérèse Frank et Pierre Mignaval
- L'École libératrice, revue du SNI
- L'Enseignement public, revue de la FEN
- Témoignages ou documents de Josette Barbarant, Luc Bentz, Henri Debelle, Guy Putfin, Jean-Paul Roux.

## Propos et Citations

### Action syndicale et militantisme
- Continuité de l'action syndicale et rôle des appareils

« Ce qui caractérise l’action syndicale, c’est sa continuité. Les effervescences non préparées et sans lendemain n’aboutissent qu’à des échecs ou des victoires aussitôt remises en cause. C’est bien pourquoi les travailleurs se sont dotés d’appareils syndicaux qui permettent d’assurer une permanence de l’action. […] Les initiatives spectaculaires, pour nécessaires qu’elles soient, ne sont que l’écume de l’action syndicale. Ce serait témoigner de beaucoup d’aveuglement et de naïveté que d’attribuer à elles seules des résultats qui sont les fruits de la persévérance et de l’obstination, de la nécessaire et constante dialectique : pressions – négociations. »
L'École libératrice, 2 juin 1978.
- La transition dans les mandats

« C’était prévu et annoncé depuis plusieurs mois. C’est fait ; aujourd’hui le flambeau est passé de mes mains à celles d’Hervé Baro. En toute simplicité, tranquillité, continuité. Un responsable nouveau pour un syndicat neuf dans son extension inter-catégorielle. Un militant confirmé pour une organisation qui s’enracine profond dans son identité humaniste et ses pratiques responsables. Quant à moi, je passe à la FEN sur le secteur éducation, recherche, culture. Même simplicité d’accueil et continuité d’objectifs. Si les attributions sont différentes, d’une rive à l’autre du même fleuve, le militant glisse sans heurt. »
L'Enseignant, juin 1994, Déclaration au Bureau national du Syndicat des enseignants du 22 juin 1994.

### Éducation
- Formation des enseignants

« Pour une école de la réussite pour tous, fondée sur la différenciation pédagogique, l’évaluation, l’entraînement méthodologique des élèves, la prise d’initiative et le travail collectifs, l’ouverture, la communication, la relation, l’orientation, il faut des enseignants qui, outre la maîtrise indispensable du champ d’intervention qu’ils auront en charge, soient préparés à toutes les dimensions de leur exercice professionnel. »
(Les Enfants de Condorcet)
- Réforme de l'orthographe, société, accès à la connaissance

« Aujourd’hui, plus encore qu’il y a un siècle, l’exclusion du savoir exclut non seulement du pouvoir, mais de la capacité à gérer son destin. Voulons-nous une société duale, régie par un petit nombre d’hommes et de femmes compétents, une aristocratie de la connaissance ? Alors ne changeons rien, ni à l’orthographe, signe de reconnaissance et d’exclusion, ni plus globalement aux contenus de l’enseignement et à la hiérarchie de la reconnaissance sociale qui leur est accordée.
« Voulons-nous une société de citoyens également aptes à participer à la vie de la cité ? Alors, adaptons à leur diversité les moyens d’accès au savoir. Ne dressons pas contre eux des normes désuètes qui protègent les hiérarchies installées et réduisent la culture au patrimoine au détriment de la création.
« Notre syndicat est animé par l’idéal laïque ; l’émancipation des hommes et des femmes est sa raison d’être. À ce titre, il exprime les préoccupations de la profession et s’engage dans tous les combats pour démocratiser l’accès à la connaissance. »
Que vive l'orthographe, postface de Jean-Claude Barbarant à l'ouvrage de Jacques Lecomte et Philippe Cibois (préface de Michel Masson, Seuil, Paris, 1989).
- Violence et banlieue

« Si les quartiers déshérités ne sont pas tout à fait des ghettos, c'est parce que l'École y existe. Elle est souvent la seule institution offrant un service public et témoignant de ce que les habitants ne sont pas complètement abandonnés aux péripéties de la société. Du coup, l'École est tout à la fois la cible des violences et l'objet de l'espoir. Certains l'agressent, elle et ses personnels parce qu'ils représentent la société dont ils se sentent les parias. D'autres, plus nombreux (les mêmes parfois), attendent d'elle qu'elle accomplisse à leur bénéfice son œuvre d'intégration sociale comme elle l'a fait pour les enfants des pays et des prolétaires des débuts du siècle. […]
« Les enseignants de ces écoles et de ces collèges sont conscients de cette attente et ils ne ménagent pas leurs efforts pour y répondre. Ils savent que là, en particulier, leur rôle social conditionne leur rôle éducatif. Ce rôle social demande du temps, une adaptation des conditions de travail, une formation, des capacités matérielles, du personnel en plus grand nombre… etc. […]
« Si, pour les jeunes des banlieues, l'École est le moyen privilégié d'intégration et de promotion ; si, comme le pense Alain Touraine, à l'origine de toute dérive, il y a toujours l'échec scolaire et, partant, la peur du vide et du chômage, alors il faut bâtir, pour ces jeunes les plus démunis, une école à la mesure de leurs besoins. Et l'on s'apercevra qu'il y a beaucoup de conséquences à en retenir pour l'École en général.
« L'École, à elle seule, ne sauvera pas les banlieues. Mais toute solution passe pas elle. Et c'est en offrant plus et mieux à ceux qui ont moins qu'on trouve le chemin de la justice et de l'égalité sans lesquelles il n'y a pas de cohérence sociale possible. »
L'École libératrice no 13 du 12 janvier 1992 : éditorial « Irremplaçable école ».

### Laïcité
- « La laïcité menacée »

« L'Assemblée nationale a voté l'octroi de 1,8 milliard à l'enseignement privé. Cela correspond exactement en terme s de montant et d'échéancier à la demande formulée par l'enseignement privé. En outre, les discussions continuent sur la prise en charge des documentalistes, sur la formation des maitres du privé. Des ouvertures sont faites à Max Cloupet à ce sujet. Mais il réclame aussi pour les retraites et les directeurs d'école dont on sait qu'ils sont recrutés sur profil pour être d'abord des chefs d'entreprise. Sur tous ces points, comme pour l'École elle-même, la hiérarchie catholique revendique et le statut privé et le financement public. Elle embauche, elle licencie, elle choisit, elle décide, mais l'État paye.
« L'État paye, et c'est bien là ce qui fait problème. L'École catholique entend conserver son “caractère propre” que définit très bien le secrétaire général de l'enseignement catholique dans une directive aux enseignants de 1989 : Rien ne sera neutre, depuis le seuil de l'école jusqu'à ce qui se passe dans une classe, dans un réfectoire, dans une cour de récréation ou dans un dialogue entre un professeur et les élèves… L'école catholique devra respecter l'exigence d'une concertation entre les enseignements profane et religieux. Il y aura ainsi un va-et-vient entre les deux enseignements pour établir “des passerelles” entre la pensée et la vie des hommes (littérature, histoire) et le message évangélique. En revanche, l'École publique, elle, est laïque par obligation constitutionnelle. Elle doit s'interdire l'enseignement de tout dogme.
« D'évidence, la finalité de l'enseignement n'est pas la même pour l'École publique et pour l'École catholique.Celle-ci ne concourt pas au service public. Et rien ne justifie qu'elle veuille vivre de fonds publics.[…] Ce que revendique maintenant l'enseignement privé, c'est sa prise en charge totale par les fonds publics… Mais bien sûr en restant une “école spécifique” et sans les contraintes de la carte scolaire qu'impose la charge d'accueillir tout le public, là où il est, comme il est. Il met en avant les personnels, leur formation, leur retraite… Qu'ils deviennent fonctionnaires, ils en auront les garanties. C'est une propositions que nous leur faisions et nombre d'entre eux étaient d'accord. Ce sont les employeurs privés qui l'ont rejetée comme une atteinte à leur pouvoir.
« La hiérarchie catholique veut tout : l'égalité et les privilèges, les droits sans les devoirs. Aucun compromis n'est possible avec elle afin d'établir un climat serein dans les rapports entre l'État et l'enseignement privé. Elle prend ce 1,8 milliard en crachant sur les donateurs. Tous les renoncements que la Gauche croit gestes d'apaisement seront retournés contre elle-même, comme autant d'armes, dans la guerre scolaire que la Droite prépare, et qui aura lieu, car elle en a besoin pour faire des voix. Dans cette empoignage équivoque à venir, notre force sera notre clarté sur le principe de laïcité qui fonde la République. »
L'École libératrice : éditorial du no 13 du 11 janvier 1992.)
- République laïque ou démocratie communautaire

« La France, république laïque selon la Constitution, glisse à la démocratie communautaire par les choix de ses classes dirigeantes. La séparation des églises et de l'État, tout à la fois garantit la liberté des croyances et préserve la vie publique de l'emprise des institutions religieuses. Progressivement, ce principe est battu en brèche par des démarches des gouvernements successifs, associant les préoccupations de la foi aux instances de fonctionnement de l'État.
« Ainsi, l'on constitue des comités d'éthique par un subtil dosage des familles spirituelles, comme si la morale prenait nécessairement sa source dans une religion. Ainsi nombre de cérémonies publiques auxquelles participent, dans leurs fonctions, des dignitaires de l'État, sont-elles assorties d'un service œcuménique, voire exclusivement catholique. Ce sont de petites entorses qui ne mettent pas en péril la République, pensent les citoyens.
« Cette indifférence encourage les exigences confessionnelles à se manifester de plus en plus ouvertement. Au sein de l'enseignement public, laïque par nécessité pourtant, l'exhibition des signes d'appartenance religieuse se fait plus voyante jusqu'au prosélytisme déclaré. L'affaire du foulard l'illustre. Se développe la revendication que l'École prenne en compte dans son organisation les préceptes religieux. On devrait les enseigner, réclament même certains.
« Et voici que Jack Lang signe avec le secrétaire général à l'enseignement catholique un accord par lequel cet enseignement, en bloc, avec sa spécificité affirmée, devient, de fait, partie intégrante mais autonome de l'Éducation nationale, pris en charge par les pouvoirs publics à l'instar de l'École publique. De surcroît, l'État met un empressement inhabituel à l'application de cet accord. Plus grave, l'accord Lang-Cloupet contrevient à la séparation des églises et de l'État qui, pourtant, est toujours en vigueur. Il remet en cause, subrepticement, sans débat d'aucune sorte, la loi de 1905 que l'église catholique cherchait justement à contourner pour pouvoir retrouver un rôle politique et institutionnel dont elle l'a privé.
« La voie est ouverte à des demandes similaires des autres communautés, religieuses ou non. La France, qui pratiquait jusqu'alors une intégration individuelle et citoyenne, risque de devenir une mosaïque de communautés à l'américaine, lourde de dislocations à venir du tissu national. L'inégalité des réactions de la classe politique et des médias selon que les manifestations intégristes sont catholiques, juives ou musulmanes le laisse déjà prévoir.
« De la République laïque à la démocratie communautaire : cette glissade concerne les citoyens. Ils peuvent la vouloir. Il faudrait alors qu'ils la choisissent, pas qu'ils la subissent parce qu'elle s'opère en catimini. Elle mérite un débat national. Engageons-nous sur cet objectif. Retrouvons notre fonction d'éveilleurs de conscience et gageons qu'alors nous serons moins seuls à entrer en résistance comme nous le voulions au congrès de juin. »
L'École libératrice : éditorial du no 7 du 14 novembre 1992.)